# Kein mensch ist illegal

Logo von kein mensch ist illegal

kein Mensch ist illegal ist einerseits ein zum geflügelten Wort gewordener politischer Slogan, andererseits der Name für ein internationales akademisches Netzwerk (Eigenschreibweise kein mensch ist illegal, Kürzel kmii) vor allem autonomer, antirassistischer Gruppen auf ehrenamtlicher Basis, aber auch von Kirchenasyl-Initiativen, das sich für Ausländer ohne Aufenthaltsberechtigung in Deutschland oder von Abschiebung bedrohte Migranten einsetzt. Das Netzwerk begann mit Kampagnen und politischen Veranstaltungen, um auf die Situation von Flüchtlingen in Deutschland aufmerksam zu machen.

## Geschichte
Als Urheber des Slogans gilt Elie Wiesel. Er soll ihn 1988 erstmals auf Englisch („No Human Being Is Illegal“) auf einem Flyer der „National Campaign for the Civil and Human Rights of Salvadorans“ benutzt haben.
Das Netzwerk wurde 1997 auf der documenta X in Kassel gegründet. In wenigen Wochen schlossen sich mehr als 200 Gruppen und Organisationen sowie tausende von Einzelpersonen einem Appell in Form eines Manifests an, Flüchtlinge und Migranten unabhängig von ihrem Aufenthaltsstatus „bei der Ein- oder Weiterreise zu unterstützen, Migranten Arbeit und ‚Papiere‘ zu verschaffen, medizinische Versorgung, Schule und Ausbildung, Unterkunft und materielles Überleben zu gewährleisten.“ Der Verfassungsschutz kommentierte den Vorgang mit den Worten: „Es bildeten sich Bündnisse von kirchlichen und antirassistischen Gruppen, die bisher ein distanziertes Verhältnis zueinander hatten“. Eine Akzeptanz für Aktionsformen, bei denen der Anspruch der staatlichen Exekutive in Frage gestellt wurde, Menschen abzuschieben, gab es 1997 bis weit in konservative Kreise hinein. So führten etwa die Nonnen des Klosters Burg Dinklage im Juli 1997 einen Sitzstreik gegen die geplante Abschiebung einer ukrainischen Familie durch.
kmii startete nach dem Tod von Aamir Ageeb am 28. Mai 1999 die deportation.class-Kampagne, die Fluggesellschaften der Star Alliance, hier v. a. die Lufthansa, ins Fadenkreuz nahm, die sich an Abschiebungen beteiligten. Die 2001 zusammen mit Libertad! durchgeführte Online-Demonstration war der Höhepunkt dieser Kampagne.
Bis 2004 gab es halbjährliche Bundestreffen bzw. antirassistische Foren von kmii, danach löste sich diese Struktur aber zunehmend auf. Zur selben Zeit stellte auch das internationale „No Border“-Netzwerk seine regelmäßigen Treffen ein. Seitdem arbeiten kmii-Aktive in Ortsgruppen, deren Vernetzung weitgehend digitaler Natur ist.
Der kmii-Ortsgruppe Hanau wurde 2012 von der IG Metall Mitte die Georg-Bernard-Plakette verliehen. Laut IG Metall erhalten diese Plakette Personen und Institutionen „für den Kampf zur Erhaltung der Demokratie“. In der Begründung werden von der Gewerkschaft Abschiebungen ausdrücklich als „bedrohlich“ bewertet, und kmii wird für seinen Einsatz für Flüchtlinge gelobt.

## Ziele der Bewegung

### Sprachkritik
Der Slogan enthält eine Kritik an der gängigen Sprachverwendung, die den Eindruck erweckt, Menschen selbst seien „illegal“, so dass es sie nicht geben dürfte.
Zur Sprachverwendung stellt die Bundeszentrale für politische Bildung fest: „Nicht korrekt, weder politisch noch juristisch, wäre es, von ‚illegalen Migranten‘ oder ‚illegalen Einwanderern‘ zu sprechen, weil nicht die Menschen an sich illegal sind, sondern der von ihnen vollzogene Akt der Grenzüberschreitung. In der kritischen Migrationsforschung versucht man, die Klassifizierung legal/illegal zu umgehen, indem man auf die Beschreibung ‚irregulär‘ oder ‚undokumentiert‘ zurückgreift. Gerade Letztere hat sich im Französischen unter dem Begriff der ‚sans papiers‘ etabliert.“
Die Wirksamkeit der Sprachkritik wird daran erkennbar, dass 2005 das Bundesamt für Migration und Flüchtlinge den Begriff „illegal aufhältige Drittstaatangehörige in Deutschland“ einführte. Das Amt betont, dass das Attribut „illegal“ in Verbindung mit Personenbezeichnungen sich, anders als in Verordnungen und Richtlinien der Europäischen Gemeinschaft, nicht in den deutschen Rechtsquellen zum Ausländerrecht finden lasse. Ein entsprechender Sprachgebrauch sei also umgangssprachlich. In einer amtlichen Erklärung vom 12. Juni 2015 benutzt die niedersächsische Landesregierung konsequent den Begriff „papierlose Menschen“ als Synonym für „Menschen ohne definierten Aufenthaltsstatus“.

### Kritik der Rechtslage

#### Forderung nach Personenfreizügigkeit als Menschenrecht
Der Slogan enthält ein Bekenntnis zu der Auffassung, dass das als illegal geltende Handeln von Eingewanderten legitim sei, denn kmii Köln zufolge solle jeder Mensch selbst entscheiden können, wo er am besten lebt. Vertreter des britischen Schwester-Netzwerks „No Borders“ führen an, dass Migranten keine „Opfer“ seien; sie träfen die Entscheidung, Grenzen zu überschreiten, und warteten nicht so lange, bis sie die offizielle Erlaubnis hierfür erhielten, und das müssten Helfer gutheißen. Beide Netzwerke betrachten Freizügigkeit als Menschenrecht. Diese Auffassung kritisiert die Bestimmung des Art. 11 des Grundgesetzes, der Freizügigkeit nur als Bürgerrecht garantiert, aber auch die Bestimmung des Artikels 2 Absatz 1 des Protokolls Nr. 4 zur Europäischen Menschenrechtskonvention, nach der diese nur auf Personen anwendbar ist, die sich „rechtmäßig“ im Hoheitsgebiet des betreffenden Staates aufhalten.

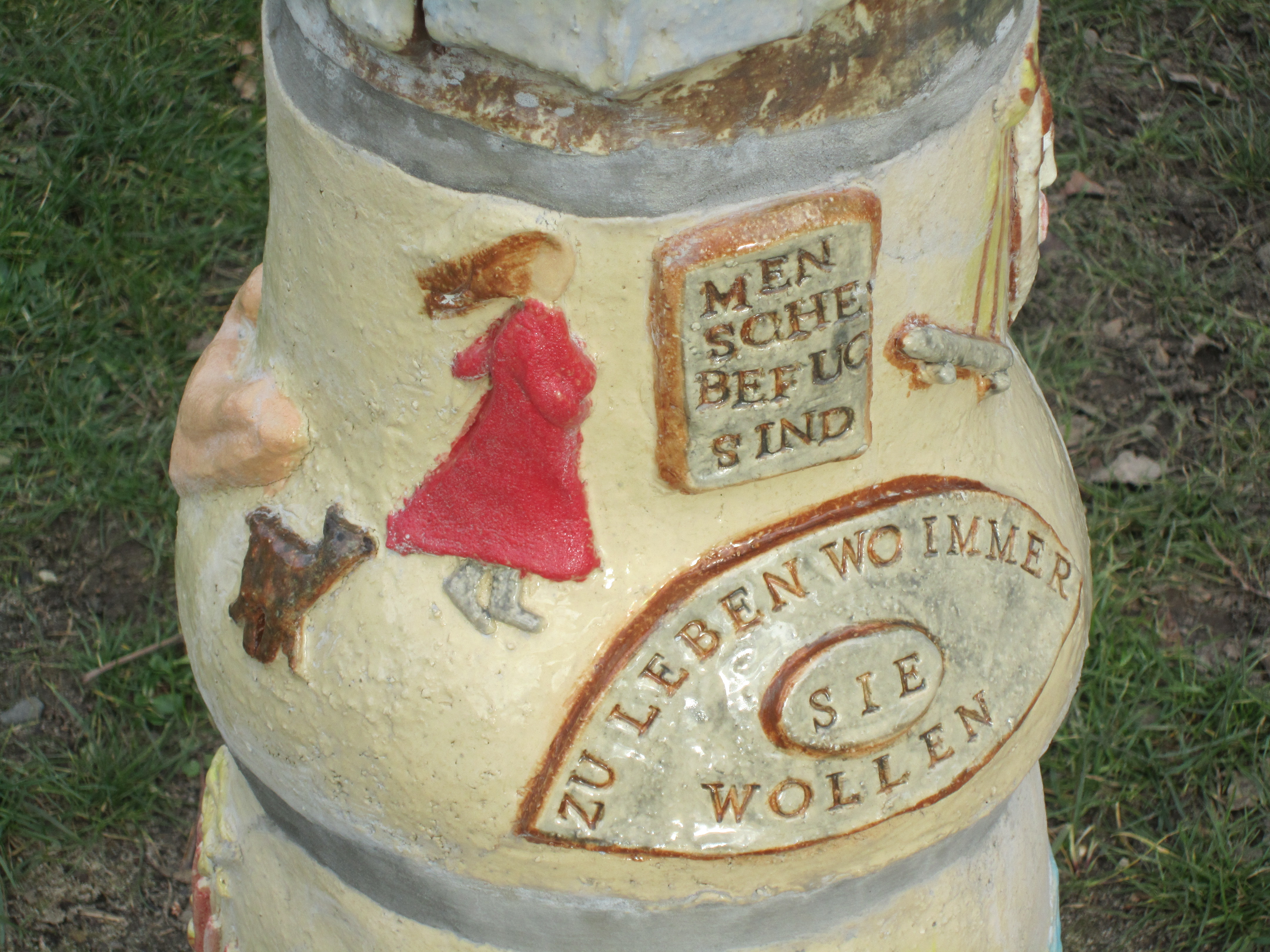
Inschrift an der Willkommenssäule bei einem Flüchtlingswohnheim in Bremen-Osterholz: „Menschen befugt sind zu leben wo immer sie wollen“

Fabian Georgi erklärt in der von der Rosa-Luxemburg-Stiftung herausgegebenen Zeitschrift „Luxemburg. Gesellschaftsanalyse und linke Praxis“ die hinter dem Slogan stehende „linke“ Strategie: „Mit Slogans wie ›Kein Mensch ist illegal‹ und ›No Border! No Nation!‹ haben [die Aktivisten] die Idee globaler Bewegungsfreiheit auf die Agenda sozialer Bewegungen gesetzt. Sie beschreiben die Idee, dass sich alle Menschen frei auf der Erde bewegen können, dass sie leben und sich niederlassen können, wo sie möchten, und dabei gleiche Rechte genießen, ungeachtet ihrer ›Nationalität‹, ihrer ›Staatsbürgerschaft‹ oder anderer Kriterien. Selbstorganisierte sans-papiers und refugees sowie die NoBorder-Bewegung haben globale Bewegungsfreiheit als ein gegenhegemoniales Projekt konstituiert, als ein politisches Vorhaben, das die ›tiefe Hegemonie von Grenzen‹ radikal infrage stellt.“ Allerdings gab Georgi 2012 zu, dass zu den folgenden Fragen noch schlüssige, unter Linken konsensfähige Antworten fehlten: „Wie kann man sich eine ‚Welt ohne Grenzen‘ vorstellen? Wie begründet man dieses Ziel gegen die unweigerliche Ablehnung? In welchem Verhältnis steht der linksliberale Appell an Menschen- und Flüchtlingsrechte zur No Border-Kritik? Wie hängen Migrationskontrollen und Kapitalismus zusammen und wie somit die Kämpfe gegen sie?“
Auch die Grüne Jugend Berlin verurteilt den „ethnozentristischen und rassistischen Gedanken, dass nur bestimmte Menschen in Deutschland leben dürfen.“

#### Ablehnung „legalistischer Verkrampfung“
Ute Koch vom Deutschen Caritasverband legte 2006 dar, dass das in Deutschland vorherrschende ordnungspolitische Denken systematisch in eine Sackgasse führe. Trotz der im europäischen Vergleich relativ scharfen Kontrollen von Ausländern (durch die kommunalen Ausländerbehörden, die Polizei, den Bundesgrenzschutz, die Hauptzollämter und die Bundesagentur für Arbeit) und trotz des Spezifikums, dass ein irregulärer Aufenthalt in Deutschland als Straftat bewertet wird, gelinge es nicht, Ausländer von einem irregulären Aufenthalt in Deutschland abzuschrecken. Von anderen Ländern könne man lernen, dass es für Staaten durchaus sinnvoll sein könne, Kontroll- und Rechtsdurchsetzungsansprüche zurückzunehmen, um auch Menschen in der Illegalität Rechtsschutz, Gesundheitsversorgung und schulische Bildung für ihre Kinder zu gewährleisten. Ute Koch empfiehlt Deutschen eine „Entkrampfung“. „Zivilgesellschaftliche Einrichtungen“ (wie die kirchlich Engagierten bei kmii) seien gehalten, die vom Staat ausgehenden Menschenrechtsbeschränkungen abzumildern, solange diese bestehen.

#### Hilfe für einzelne illegal Aufenthältige
Organisatoren von Kirchenasyl geht es überwiegend nicht um eine radikal andere Politik, sondern darum, dass „Härtefälle“ noch einmal überprüft werden, d. h., dass einzelne Ausreisepflichtige noch einmal rechtliches Gehör finden. Im Kern geht es dabei darum, dass die Gewährer von Kirchenasyl der Ansicht sind, staatliche Behörden bedächten nicht sorgfältig genug, dass ihren Schützlingen in deren Herkunftsland Folter und Tod drohten oder dass mit einer Abschiebung „nicht hinnehmbare soziale, inhumane Härten verbunden wären.“
Die „Ökumenische Bundesarbeitsgemeinschaft Asyl in der Kirche“ weist darauf hin, dass das Bundesamt für Migration und Flüchtlinge und leitende Vertreter der Kirchen vereinbart hätten, dass ab Mai 2015 Gemeinden ihre Kirchenasyle nicht nur direkt an das BAMF weiterleiten, sondern auch die Ansprechpartner für Kirchenasyl ihrer Landeskirchen bzw. Diözesen darüber informieren. Im Dezember 2015 teilte die Ökumenische Arbeitsgemeinschaft mit, dass die Institution des Kirchenasyls nach wie vor erforderlich sei.

## Aktuelle politische Praxis
Heute arbeiten die kmii-Ortsgruppen zu Arbeit und Migration und thematisieren die Zusammenhänge von Ökonomie und der Ungleichbehandlung von Ausländern, die kmii als Rassismus bewertet. Kmii fordert seit 1997 „einen allgemeinen und gleichberechtigten Zugang zu allen Rechten, ob mit oder ohne Papiere.“ Ziel ist es, Menschen ohne Papiere zu beraten, wie sie den Vollzug staatlicher Sanktionen (v. a. Haft und Abschiebung) verhindern können, ihnen praktische Hilfe zu vermitteln und Öffentlichkeit über deren Situation zu erzeugen.
kmii Köln bietet konkret „Rat und Unterstützung von Menschen ohne Papiere im Krankheitsfall, bei Wohnungs- und Arbeitsproblemen, im Falle von Übergriffen, bei Schwierigkeiten einen Schulplatz für die Kinder zu erhalten“ sowie die Weitervermittlung von Ärzten und Rechtsanwälten an.
kmii Wuppertal gibt ausdrücklich Auskunft über die Bewegungen und Organisationen, mit denen sich die Ortsgruppe Wuppertal vernetzt hat. Es handelt sich um die kmii-Ortsgruppen Köln und Hamburg, „Karawane Wuppertal“, „Amnesty International Deutschland“, „Pro Asyl“ und „lobbycontrol“.

## Kritik an der Konzeption und der Praxis von kmii

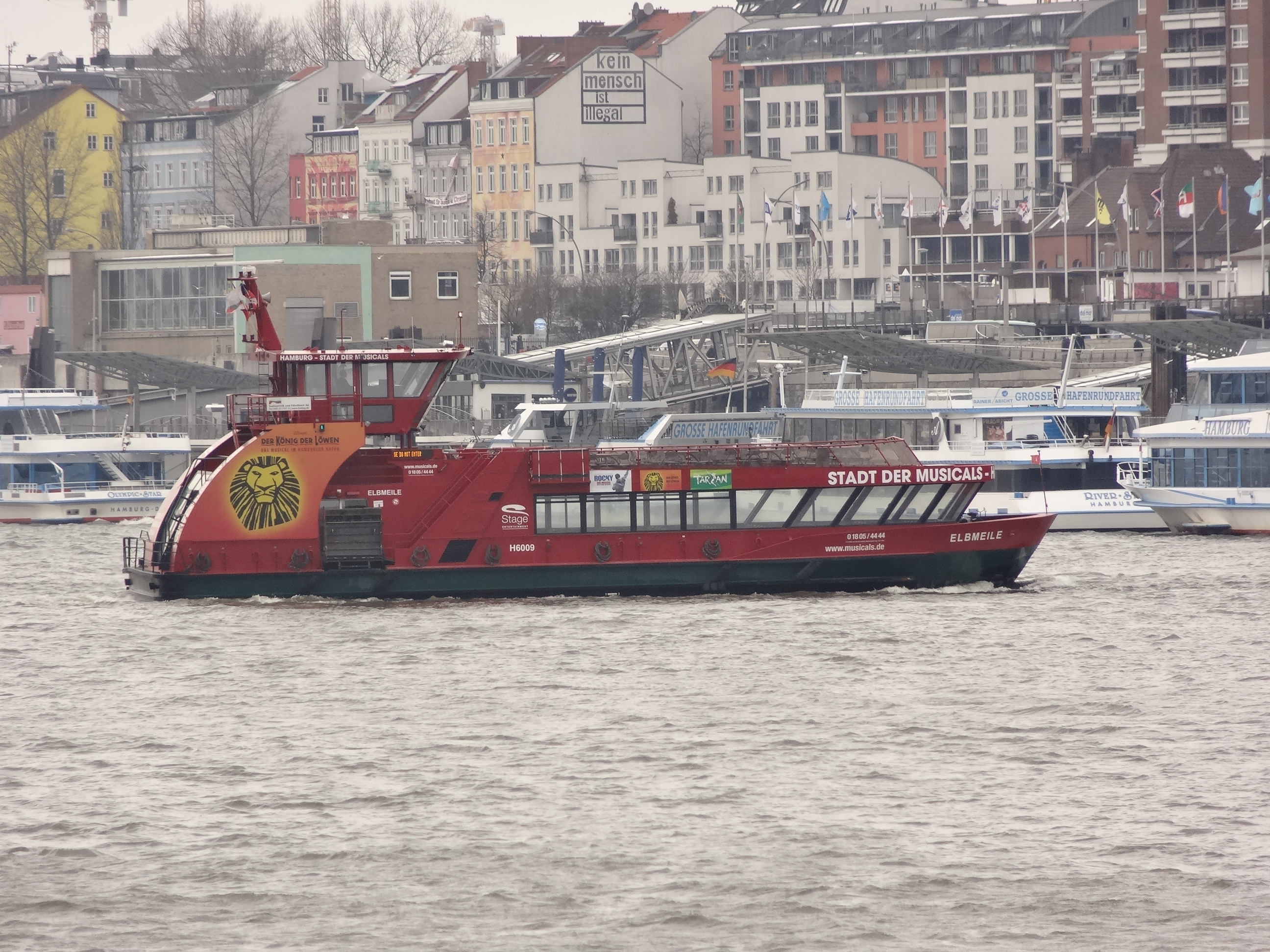
Von Weitem gut sichtbarer Slogan „kein mensch ist illegal“ an einer Hauswand der Hafenstraße in Hamburg-St. Pauli

In Verfassungsschutzberichten werden die Bewegungen kein mensch ist illegal und deportation.class wegen ihrer Nähe zu mutmaßlich linksextremistischen „Zusammenhängen“ erwähnt. PRECLAB, ein europäisches Netzwerk zur Erforschung von prekären Lebens- und Arbeitsbedingungen, kritisiert die Spaltung von kmii in einen gemäßigten und in einen linksradikalen Flügel. Die Linksradikalen hätten es Mitte der 1990er Jahre als „Affront“ bewertet, dass im Rahmen des kmii-Netzwerks das Zeitschriftprojekt „off limits“ die Forderung nach Legalisierung Papierloser erhoben habe. Denn das Kernanliegen der Radikalen sei die Forderung nach offenen Grenzen und die Organisierung der Illegalität gewesen. Die Kritik der Legalisierungsgegner habe zu einer „Vertiefung der Spaltungslinien innerhalb der antirassistischen Arbeitsteilung“ geführt.
Bereits 1999 kritisierte die Plattform nadir.org, dass sich viele Gründungsmitglieder von kmii nicht sorgfältig genug darüber informiert hätten, welche Mitstreiter sich in der Bewegung zusammengeschlossen hatten. Im Umfeld eines Kulturevents sei im Sommer 1997 eine Kampagne gestartet worden, die von Beginn an „als eine Art Button für bereits bestehende unterschiedliche Antira-Aktivitäten fungiert“ habe. „Allen diesen Projekten der unterschiedlichsten Qualität und Alltagsintensität ist eigen, daß sie vorher weder über eine gemeinsame politische Antira-Strategie geschweige denn diesbezügliche Taktik verfügt haben“. Um die Jahrtausendwende sei „eine politische Antira-Strategie, die moralisch an die Gesellschaft oder die staatlichen Behörden appelliert und sich dabei auf die Menschenrechte beruft, zunehmend in die Defensive geraten.“ nadir.org kritisiert „moralisch unterlegte Solidaritätskampagnen“, in deren Rahmen „in der Öffentlichkeit ‚Lebensgeschichten‘ von ‚guten‘ aber abschiebungsbedrohten Menschen“ erzählt würden, die dadurch eines „der begehrten ‚Medienlose‘ gezogen“ hätten.

## kmii außerhalb Deutschlands
„Kein Mensch ist illegal“ ist auch außerhalb Deutschlands ein verbreiteter Slogan der Aktivisten in Sachen „Sans papiers“ und wird z. B. in der Schweiz von Solidarité sans frontières und der Bleiberechtsbewegung sowie in Österreich u. a. in der Debatte um den Asylfall Familie Zogaj aufgegriffen. Darüber hinaus verwendet die Schweizer Bleiberechtsbewegung für ihren Slogan „Bleiberecht für alle“ das graphische Schema des kmii-Logos.
Das britische Netzwerk „no one is illegal (noii)“ muss keine Rücksicht auf gemäßigte Mitglieder wie die Anhänger des Kirchenasyls nehmen. Es stellt 2003 in seinem Manifest ausdrücklich fest, dass es die Methode, eine Amnestie für einige zu bewirken, für falsch hält, indem es das Motto propagiert: “Right To Come And Stay For All – Not Amnesty For Some”.

## Filme
- Kein mensch ist illegal (Dokumentarfilm von 2010, Schweiz)

## Auszeichnungen
- 2012: Georg-Bernard-Plakette